# HTML-redigeringsværktøj
HTML-redigeringsværktøj (HTML-editor), et software-program til oprettelse og redigering af websideer i  opmærkningssproget HTML.
Hjemmesider kan skrives og håndkodes i tekstredigeringsprogrammer, men ved brug af redigeringsværktøjer, udviklet til HTML, gøres arbejdet med hjemmeside konstruktion-  og udvikling lettere og hurtigere.
Flere HTML- redigeringsværktøj har integreret kodnings- og kommunikationsværktøjer, som er relateret til hjemmesidekonstruktion, blandt andet CSS, XML og  JavaScript, VBscript eller ECMAScript samt mulighed for at kommunikere med eksterne webservere via FTP, WebDAW etc. og server/ klient-baserede systemer for versionsstyring, som kan være CVS eller Subversion.